# (612145) 2000 CQ104
2000 CQ104, também escrito como 2000 CQ104, é um objeto transnetuniano que está localizado no cinturão de Kuiper, uma região do Sistema Solar. Este corpo celeste está em uma ressonância orbital de 3:4 com o planeta Netuno. Ele possui uma magnitude absoluta de 8,0 e tem um diâmetro estimado com cerca de 111 km.

## Descoberta
2000 CQ104 foi descoberto no dia 6 de fevereiro de 2000 pelo astrônomo Marc W. Buie.

## Órbita
A órbita de 2000 CQ104 tem uma excentricidade de 0,232 e possui um semieixo maior de 36,848 UA. O seu periélio leva o mesmo a uma distância de 28,310 UA em relação ao Sol e seu afélio a 45,387 UA.